# 巴特勒鎮區 (印地安納州迪卡爾布縣)
巴特勒鎮區（英語：Butler Township）是位於美國印地安納州迪卡爾布縣的一個行政鎮區。

## 地方資料
根據2010年美國人口普查的數據，巴特勒鎮區的面積為61.50平方千米，當中陸地面積為61.40平方千米，而水域面積為0.10平方千米。當地共有人口1690人，而人口密度為每平方千米27.48人。